# Bank Norwegian
Bank Norwegian, en del av NOBA Bank Group är en norsk bank med huvudkontor i Oslo, som riktar sin verksamhet mot privatkundsmarknaden. Bank Norwegian startade driften i november 2007 och erbjuder blancolån, kreditkort och depositionskonton (räntekonton), till kunder via internet, på den nordiska marknaden, och från 2021 också til Spanien och Tyskland. Bank Norwegian erbjuder, i samarbetet med flygbolaget Norwegian, ett kombinerat kreditkort och stammiskort (frequent flyer-kort). 
Banken startade sin verksamhet i Sverige i maj 2013. I december 2015 lanserade banken blancolån samt depositionskonton i Danmark och Finland. Kreditkort blev lanserat i juni 2016. Strategin baseras på ledande e-handelslösningar, synergier med flygbolaget Norwegian, attraktiva villkor för kunderna, kostnadseffektiv drift och effektiv riskhantering. Banken har vid utgången av Q2 – 2017 en kundstock på totalt 1.101.000 kunder, fördelat på 788.500 kreditkortskunder, 160.800 lånekunder och 151.700 depositionskunder.
I augusti 2019 meddelade Norwegian Air Shuttle att de sålde alla sina aktier i Bank Norwegian för 2,2 miljarder NOK.
November 2021 slutförde Nordax Bank AB ett förvärv av Bank Norwegian (BANO) genom en anbudsprocess. Nordax säkrade 95,6 procent av ägandet innan resterande aktier tvångsinlöstes. Bank Norwegian avnoterades från Oslo Börs den 15 november 2021.
Bank Norwegian har expanderat i flera omgångar. Först i Sverige 2013, sedan till Danmark och Finland 2015, och senast till Spanien och Tyskland 2021.
Vid utgången av 2021 hade Bank Norwegian 118 anställda. Under året hade kundbasen ökat med mer än 28 500 kreditkortskunder.